# جاكي إدواردز
جاكي إدواردز (بالإنجليزية: Jackie Edwards) هي منافسة ألعاب القوى باهاماسية، ولدت في 14 أبريل 1971.

## وصلات خارجية
- جاكي إدواردز على موقع الاتحاد الدولي لألعاب القوى (الإنجليزية)
- جاكي إدواردز على موقع أوليمبيديا (الإنجليزية)